# Halothiobacillus
Il genere Halothiobacillus comprende batteri appartenenti alla famiglia delle Halothiobacillaceae. Le specie di questo genere venivano classificate come appartenenti al genere Thiobacillus prima di essere riclassificate nel 2000.